# Központi szövetségi körzet

A Központi szövetségi körzet elhelyezkedése

A Központi szövetségi körzet (oroszul:Центральный федеральный округ, Centralnij fegyeralnij okrug) Oroszország nyolc szövetségi körzetének egyike. 

## Jellemzése
A „központi” szó itt nem földrajzi, hanem politikai és történelmi értelemben használatos, hiszen ide tartozik a főváros, Moszkva is, maga a körzet azonban az ország nyugati szélén helyezkedik el. 
Területe: 650 700 km², az ország területének csak mintegy 3,8%-a. A nyolc közül ez a második legkisebb szövetségi körzet, de a legnépesebb is. Itt a legnagyobb a népsűrűség, itt koncentrálódik az ország lakosságának több mint negyede: lakóinak száma 2007-ben kb. 38 millió fő; 2011. január 1-jén 38 456 865 fő (?).
- Az elnöki képviselet székhelye: Moszkva.
- Meghatalmazott elnöki képviselő: Georgij Szergejevics Poltavcsenko (2000. május 18. óta.)

### Összetétele
Ebbe a szövetségi körzetbe tartozik a föderáció 18 alanya (szubjektuma): 
| Központi szövetségi körzet | Központi szövetségi körzet | Központi szövetségi körzet | Központi szövetségi körzet |
| #                          | Zászló                     | Föderáció alanya           | Székhely                   |
| -------------------------- | -------------------------- | -------------------------- | -------------------------- |
| 1                          |                            | Belgorodi terület          | Belgorod                   |
| 2                          |                            | Brjanszki terület          | Brjanszk                   |
| 3                          |                            | Vlagyimiri terület         | Vlagyimir                  |
| 4                          |                            | Voronyezsi terület         | Voronyezs                  |
| 5                          |                            | Ivanovói terület           | Ivanovo                    |
| 6                          |                            | Kalugai terület            | Kaluga                     |
| 7                          |                            | Kosztromai terület         | Kosztroma                  |
| 8                          |                            | Kurszki terület            | Kurszk                     |
| 9                          |                            | Lipecki terület            | Lipeck                     |
| 10                         |                            | Moszkva                    | Moszkva                    |
| 11                         |                            | Moszkvai terület           | Moszkvai terület           |
| 12                         |                            | Orjoli terület             | Orjol                      |
| 13                         |                            | Rjazanyi terület           | Rjazany                    |
| 14                         |                            | Szmolenszki terület        | Szmolenszk                 |
| 15                         |                            | Tambovi terület            | Tambov                     |
| 16                         |                            | Tveri terület              | Tver                       |
| 17                         |                            | Tulai terület              | Tula                       |
| 18                         |                            | Jaroszlavli terület        | Jaroszlavl                 |

## Külső hivatkozások
- A Központi szövetségi körzet hivatalos honlapja